# 水心病
水心病（英語：heartwater），又稱牛仔病（cowdriosis）、胎心病（nintas）或埃希氏菌病（ehrlichiosis），是由蜱蟲傳播的細菌疾病。它由水心菌（Ehrlichia ruminantium，革蘭氏陰性菌的一種）引起，感染物種包含牛、綿羊、山羊、羚羊和水牛等牲畜與野生反芻動物，往往為疫區的畜牧業帶來重大傷害。該疾病的名稱來自其症狀——感染者的肺臟及心臟會蓄積大量液體。
水心病常見於非洲撒哈拉沙漠以南及西印度群島。1830年代，水心菌在南非的綿羊身上首次發現，直至1980年代，該疾病已擴散至加勒比地區。除蜱蟲外，水心菌也會以黃頭鷺等水鳥為傳播媒介，隨之尋找大型脊椎動物為宿主。
部份報告指出，如同多數埃希氏菌一樣，水心病可能演化為人畜共通傳染病。世界衛生組織將其列為法定傳染病。